# Rhaphidostichum eberhardtii
Rhaphidostichum eberhardtii är en bladmossart som beskrevs av Brotherus 1925. Rhaphidostichum eberhardtii ingår i släktet Rhaphidostichum och familjen Sematophyllaceae. Inga underarter finns listade i Catalogue of Life.